# Giuseppe Giovenzana
Giuseppe Giovenzana (Carate Brianza, 11 maggio 1940) è un politico italiano.
Sindaco di Besana in Brianza dal 1980 al 1985, nel gennaio 1989 viene eletto presidente della Lombardia, incarico che ricopre fino al 12 dicembre 1992, quando dà le dimissioni a seguito dei molti avvisi di garanzia che colpiscono esponenti della sua giunta nel quadro di un'inchiesta (filone dello scandalo Mani pulite) su presunte falsificazioni nel quadro di corsi di formazione professionale erogati dall'ente regionale e finanziati con fondi della CEE. 
Fu l'ultimo esponente democristiano a guidare la regione Lombardia: infatti, dopo il breve governo di minoranza dell'esponente PDS Fiorella Ghilardotti, dal 1994 ebbe inizio l'egemonia del centrodestra.